# Niles (Illinois)
Niles és una vila dels Estats Units a l'estat d'Illinois. Segons el cens del 2008 tenia 28.666 habitants.

## Demografia
Segons el cens del 2000, Niles tenia 30.068 habitants, 12.002 habitatges, i 7.945 famílies. La densitat de població era de 1.974,4 habitants/km².
Dels 12.002 habitatges en un 21,9% hi vivien nens de menys de 18 anys, en un 54% hi vivien parelles casades, en un 8,5% dones solteres, i en un 33,8% no eren unitats familiars. En el 30,6% dels habitatges hi vivien persones soles el 18,2% de les quals corresponia a persones de 65 anys o més que vivien soles. El nombre mitjà de persones vivint en cada habitatge era de 2,39 i el nombre mitjà de persones que vivien en cada família era de 3,01.
Per edats la població es repartia de la següent manera: un 16,7% tenia menys de 18 anys, un 6,9% entre 18 i 24, un 24% entre 25 i 44, un 24,8% de 45 a 60 i un 27,7% 65 anys o més.
L'edat mediana era de 47 anys. Per cada 100 dones de 18 o més anys hi havia 83,3 homes.
La renda mediana per habitatge era de 48.627 $ i la renda mediana per família de 58.215 $. Els homes tenien una renda mediana de 40.131 $ mentre que les dones 30.266 $. La renda per capita de la població era de 23.543 $. Aproximadament el 3,2% de les famílies i el 5,4% de la població estaven per davall del llindar de pobresa.

## Poblacions més properes
El següent diagrama mostra les poblacions més properes.